# Philippe Costantini
Philippe Costantini est un réalisateur et chef-opérateur de documentaires et d'œuvres de fiction français, né le 21 mai 1947 à Loches (Indre-et-Loire). Souvent associé à Jean Rouch, il signe lui-même quelques documentaires remarqués, comme sa trilogie portugaise ou « Ceux de Saint-Cyr ». Fidèle aux enseignements de Jean Rouch, il pratique un cinéma d’immersion où la caméra ne se contente pas d’enregistrer une situation mais devient participante à celle-ci. Certains de ses films sont tournés dans la durée, étalés sur de longues périodes permettant d’approfondir la relation à l’autre. Les personnages, choisis comme pour un casting de fiction, deviennent acteurs de leur propre rôle. Cette méthode de travail s’inspire des codes du cinéma direct et permet d’établir une relation de complicité avec les personnes filmées tout en gardant une certaine distance. D’autres de ses films sont faits dans l’urgence et la rapidité ; dans les deux cas, ils racontent avant tout une histoire humaine. 

## Biographie
Issu d'une famille de militaires, il suit une formation de sociologie et d'ethnologie à l'Université Paris-Nanterre ou sa rencontre avec le cinéaste Jean Rouch, responsable du séminaire Cinéma et Sciences Humaines, est déterminante pour la suite de sa carrière. Il sera désormais réalisateur et chef opérateur, principalement de documentaires. 
En 1974, il part s'installer au Portugal, au lendemain de la Révolution des Œillets. Il travaille dans différentes coopératives de production avec les cinéastes Noemia Delgado, Fernando Matos Silva et António Reis.
Il bénéficie d'une bourse de la Fondation Calouste-Gulbenkian pour entreprendre une étude ethnographique dans la région du Trás-os-Montes, au nord du Portugal, et réalise un long métrage dans un village isolé, Terra de Abril,, Grand Prix au Festival International de Santarém (Portugal) en 1977. C'est le premier volet d'une trilogie qui s'étalera sur une douzaine d'années. 
En 1978, il part au Mozambique, ancienne colonie portugaise venant d'accéder à l'indépendance trois ans auparavant. Avec Jean Rouch et Jacques d'Arthuys, attaché culturel de l'ambassade de France à Maputo, ils créent et animent le premier atelier de formation au cinéma direct destiné aux jeunes cadres des nouvelles institutions. Cette initiative est vite mal vue par le gouvernement marxiste-léniniste d'alors, qui l'interrompt.
Cette expérience donnera malgré tout naissance aux Ateliers Varan qui, à partir de 1980, vont former de jeunes cinéastes dans différents pays ainsi qu'à Paris. En parallèle, il poursuit sa carrière de réalisateur et de chef-opérateur. Mais, à la suite de l'éviction de Jacques d'Arthuys de Varan puis de sa disparition en 1989, il démissionne et se consacre exclusivement à la réalisation ainsi qu'à la prise de vue pour d'autres cinéastes : Peter Fleischmann (Allemagne, Allemagne, Arte, 1990), Frédéric Letang (La Terre et la Peine, Arte-Les Films d’ici, 1996), Mathilde Mignon (Folles Mémoires d’un Caillou, Arte-Les Films d’ici, 1997), Jurgen Hellinghaus (La Lettre scellée du Soldat Doblin, Arte, 2006).
En 1980, il obtient une bourse d'études auprès de Richard Leacock qui dirige le Film Video Center du MIT à Boston. Il met ce séjour à profit pour repérer et tourner les premières images du deuxième volet de sa trilogie consacrée aux émigrants portugais : Les Cousins d'Amérique. Ce film obtient le Prix Nanook au Festival Jean Rouch du Musée de l'Homme  en 1985.
Il tourne aussi en 1980 On ne vieillit pas, on s’améliore, sur Les Farfadets, des personnes âgées du XIIIe arrondissement de Paris se retrouvant pour mettre en scène leurs expériences, et en 1981 Une deuxième vie, sur l'une des Farfadets et ses rêves d'avenir à 80 ans, qui obtient le prix à la qualité du CNC.
À la demande de Jean Rouch, il partage avec lui les prises de vue de plusieurs de ses films : Dogon-Sonchamp (1983), Dionysos (1984), Boulevard d’Afrique, Bac ou Mariage (1988), et coréalise avec lui Ciné-portrait de Raymond Depardon (1983) et Folie Ordinaire d’une Fille de Cham (1986).
Droit au but, documentaire sur l'Olympique de Marseille, sur ses supporters et sur la ville, concrétise des années de recherche par l'ethnologue Christian Bromberger et le sociologue Alain Hayot. Il est présenté avec un « parti-pris de montrer » et de faire un film non sur le club mais sur les gens. Il obtient le prix Louis Marcorelles du Festival international Cinéma du réel en 1991,. 
En 1992-1993, il tourne pendant un an Ceux de Saint-Cyr, documentaire sans précédent sur l'École spéciale militaire de Saint-Cyr, une institution aussi attachée à la tradition qu'à la discrétion. Le fait d'être issu d'une famille de Saint-Cyriens a motivé ce tournage, et a sûrement contribué à l'accepter dans l'école. Les réactions de la presse à sa sortie en 1994 témoignent par leur diversité de la volonté du réalisateur de ne pas prendre position en laissant parler les images : alors que Minute fustige ce « petit gauchard aux épaules étroites » qui « crache sur l'armée », Télérama regrette qu'il mette simplement en scène l'esprit de corps et l'image que les élèves veulent projeter d'eux-mêmes.
Il poursuit son œuvre documentaire avec Rugby, Palombes et Chocolats sur Oloron-Sainte-Marie, une ville du Sud-Ouest et son club de rugby ; Dakar, quand les génies se fâchent sur des rites de guérison dans un quartier populaire de Dakar au Sénégal où danses et possessions aboutissent à une thérapie collective ; Tango, le temps d’une danse sur un club de danse parisien ; Résistants de la première heure sur Guy Môquet ; Jean Rouch et Germaine Dieterlen, l'avenir du souvenir, sur le dernier voyage de Jean Rouch chez les Dogons en décembre 2003, peu avant sa disparition sur une route du Niger ; et La Maison des mères sur une institution lisboète abritant des jeunes mères rejetées par leurs familles, primé au festival Traces de vies de Clermont-Ferrand en 2016. 
Enfin, Merci les enfants est tourné en 2007 autour d'un instituteur dogon dans un village de brousse, et montre la tension entre l'enseignement novateur de ce hussard noir et la force de la tradition. Interrompu en raison de l'instabilité de la région puis de la guerre, il n'est repris qu'en 2019. Il reçoit une mention spéciale au festival Traces de vies,.
Entre 2008 et 2010, il participe à la restauration de 17 films de Jean Rouch entreprise par le CNC et  les Archives françaises du film. Dans ce cadre, il participe à la rédaction du catalogue « Découvrir les films de Jean Rouch. Collecte d’archives, inventaire et partage » édité par le CNC en 2010.

## Documentaires
Trilogie portugaise : 
Terra de Abril - INA - Copra Films - France 3 - 1976
Les Cousins d'Amérique - CNRS - Copra Films - France 3 - 1984
L'Horloge du village - les Films d’ici - Arte - France 3- 1988
On ne vieillit pas, on s’améliore - Copra Films - 1980
Une deuxième vie - Copra Films - TF1 - 1981 
Droit au but - TF1 - 1991
Rugby, palombes et chocolats - Cie des Phares et Balises - Arte, BBC - 1994
Ceux de Saint-Cyr - Arte - 1994
Dakar, quand les génies se fâchent - Arte - 1998
Tango, le temps d’une danse - France 3 - 1999
Résistants de la première heure - France 2 - 2002
Jean Rouch et Germaine Dieterlen, l’avenir du souvenir - France 5 - 2004
La Maison des mères - CRIM Films - RTP - 2015
Merci les enfants - Label Video - 2021

## Fiction
Folie ordinaire d’une fille de Cham (co-réalisé avec Jean Rouch) - INA - 1986
Brigade de nuit - La Sept-Arte - 1987